# Aartsbisdom Libreville

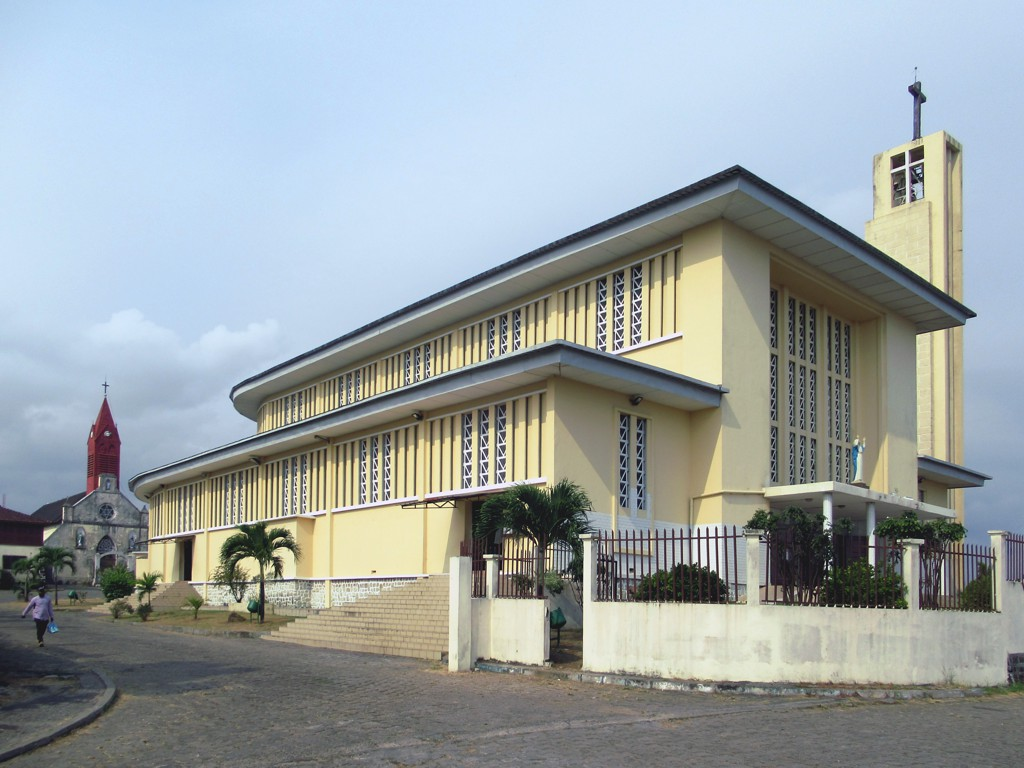
Kathedraal Sainte-Marie in Libreville

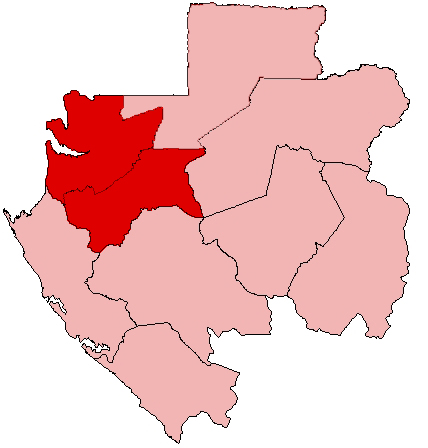
Ligging van het aartsbisdom Libreville in Gabon

Het Aartsbisdom Libreville (Latijn: Archidioecesis Liberopolitanus) is een rooms-katholiek metropolitaan aartsbisdom in Gabon. De zetel is gevestigd in de Gabonese hoofdstad Libreville in de kathedraal van Onze Lieve Vrouw. Het diocees werd in 1842 gesticht als "Apostolische Prefectuur van de Twee Guinea's en Senegambia". In 1846 werd het een Apostolisch Vicariaat. De missie kwam tot bloei tijdens het Franse bewind en werd vooral ter hand genomen door de spiritijnen. Op 14 september 1958 werd het een zelfstandig diocees en op 11 december van hetzelfde jaar verheven tot aartsbisdom. De bisdommen Franceville, Mouila, Oyem en Port-Gentil zijn suffragaan aan Libreville.

## Cijfers
In 1970 telde het aartsbisdom 3640 katholieken op een bevolking van ongeveer 210.000 inwoners. In 2004 steeg het aantal katholieken naar circa 289.500 op een geschatte totale bevolking van 553.777 mensen. Het aantal priesters bedroeg in 2004 43, waarvan 19 wereldheren. In 2019 waren er ongeveer 565.000 katholieken of 59,2% van de bevolking. Er waren toen 38 parochies en 85 priesters in het aartsbisdom.

## Leiding

### Prefect
1. Edward Barron (1842-1844)
2. Eugène Tisserant (1844-1846)

### Vicaris
1. Jean Benoît Truffet, CSSp (1846-1847)
2. Jean René Bessieux, CSSp (1848-1876)
3. Pierre Marie Le Berre, CSSp (1877-1891)
4. Alexandre Le Roy, CSSp (1892-1896)
5. Jean Martin Adam, CSSp (1897-1914)
6. Louis Jean Martrou, CSSp (1914-1925)
7. Louis Michel François Tardy, CSSp (1926-1947)
8. Jean Jerôme Adam, CSSp (1947-1969)

### Aartsbisschop
1. André Fernand Anguilé (1969-1998)
2. Basile Mvé Engone, SDB (1998-2020)
3. Jean-Patrick Iba-Ba (2020-)

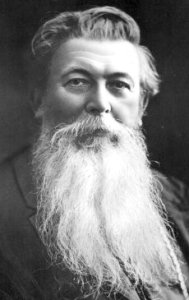
Alexandre Le Roy